# Histoire des Juifs à Gênes
Les Juifs sont présents à Gênes depuis le VIe siècle, et pendant tout le Moyen Âge ils connaitront des périodes fastes et d'autres d'interdiction de résider en ville. Leur présence à Gênes sera sporadique aux XVIe et XVIIe siècles et ce n'est qu'en 1848 que les Juifs seront totalement émancipés et auront les mêmes droits que leurs concitoyens chrétiens. La communauté sera décimée pendant la Seconde Guerre mondiale après l'invasion de l'Italie par l'armée allemande.

## Le Moyen Âge
On peut dater le début de l'histoire des Juifs à Gênes à 507, quand l'empereur Théodoric le Grand, roi des Ostrogoths de Ravenne et roi d'Italie, accorde la liberté religieuse aux Juifs dans cette ville. Plus tard, pendant une longue période, on ne peut parler que de présences individuelles ou de petits groupes, mentionnées dans certains documents et actes des XIIe et XIIIe siècles. En 1134 un document indique que les Juifs doivent payer une taxe de trois sous pour l'éclairage de l'autel de San Lorenzo et en  1158 et 1162, des actes notariés attestent de la présence de Juifs à Gênes. Aux environs de 1165, Benjamin de Tudèle, indique dans son livre Voyages avoir rencontré à Gênes deux frères juifs, originaires de Ceuta en Afrique du Nord.
Aux XIIIe et XIVe siècles, un petit noyau de Juifs est présent à Gênes, attesté par des documents commerciaux, montrant qu'ils résident en ville et ont de très bonnes relations avec la population chrétienne.
Des documents du milieu du XIIIe siècle, montre également la présence de quelques Juifs d'origine provençale, comme Joseph, le fils de Salomon de Marseille, qui a épousé ici Flora Vitale, ou Baruch, originaire de Hyères, qui est négociant en sel et en grains, ou encore Vita Ferizzolo, qui demande à G. Paganus, qui possède un atelier près de l'église de San-Pietro, d'enseigner à son fils l’art de la fabrication du papier. Un autre Juif appelé aussi Paganus, est propriétaire d'un atelier de couleurs, tandis qu'un Magister Elya, probablement un rabbin, fait du commerce de grains et probablement aussi d'esclaves, la traite négrière est à l'époque un commerce florissant à Gênes.
En 1492 arrive à Gênes un grand nombre de Juifs en provenance d'Espagne, où les Rois catholiques Isabelle Ire de Castille et Ferdinand II d'Aragon, ont par le décret de l’Alhambra ordonné l'expulsion de toute la communauté juive, présente depuis des siècles dans le pays. Seuls un petit nombre de ces exilés trouve refuge à Gênes, principalement ceux qui acceptent de renoncer à leur foi et de se convertir au catholicisme. La plupart d'entre eux, après avoir passé quelques mois dans un campement situé près du port dans des conditions particulièrement dramatiques en raison d'un hiver très rigoureux et de la propagation de la peste, décide de s'embarquer vers d'autres pays où ils seront finalement acceptés.

## LesXVIeetXVIIesiècles
Au cours du XVIe siècle et jusqu'au milieu des années 1600, la présence des Juifs à Gênes est sporadique, alternant entre expulsions générales et permis ou sauf-conduits individuels.
Quelques familles importantes principalement liée au domaine de la médecine obtiennent l'autorisation de séjours prolongés. En 1658, pour la première fois, une nazione ebrea (nation juive) est autorisée à se constituer, grâce principalement aux lois régissant le port franc. Les Juifs, cependant, sont tenus de respecter les règles contenues dans le Capitoli di Tolleranza (chapitres de tolérance) rédigés par les délégués des commerçants de San Giorgio, les collèges de la République et deux représentants de la nation juive, Abraham Da Costa de Leon et Aaron De Tovar et qui comprend entre autres la création d'un ghetto et l'obligation de porter sur ses vêtements une marque distinctive. Les chapitres avec une validité de dix ans et automatiquement renouvelables sauf résiliation par le gouvernement avec un préavis de cinq ans, devaient entrer en vigueur au 1er janvier 1659, mais ont été retardés au 13 mars compte tenu de l'influence des autorités ecclésiastiques, et principalement de l'Inquisition romaine, qui ont imposé certaines modifications avant de donner leur approbation.
Les autorités accordent un site pour le ghetto, où se crée la première communauté juive de Gênes. Située à l'est de la ville, sur le domaine de la paroisse de Sainte-Agnès, le lieu est connu maintenant sous le nom de Vico del Campo mais portait encore jusqu'en 1938 le nom de Vico degli Ebrei (bourg des Juifs). Mais dès 1662, la population juive s'élevant à plus de 200 personnes, certaines familles s'installent hors du ghetto avec le consentement des autorités.
En 1669, la reconduction des chapitres fait l’objet de discussions animées au sein des conseils du gouvernement et en ville, pour des raisons de concurrence commerciale entre négociants chrétiens et négociants juifs. L'avocat célèbre Felice Tassorello défend les droits des Juifs, et les chapitres sont reconduits en septembre 1674, mais moyennant plusieurs modifications et l’augmentation de l’impôt de capitation. Les conditions de vie des Juifs s’en trouvent profondément dégradées, et beaucoup d'entre eux quittent la ville spontanément et de ce fait, tout au long du XVIIIe siècle, la communauté juive ne dépassera rarement les 200 personnes. Après 1674, le ghetto est transféré à la Piazza dei Tessitori (place des Tisserands) près de l'église Saint-Augustin, mais ce second ghetto ne dure que quelques années car à partir de 1679, le nombre de Juifs à Gênes a nettement diminué.

## LeXVIIIesiècle
Soumis à la pression d'une partie de la population, le gouvernement publie le 3 février 1737  un décret spécial ordonnant l'expulsion de tous les Juifs. Dans un premier temps, beaucoup de Juifs parmi les plus pauvres quittent la ville et s'installent au grand-duché de Toscane voisin. Ils sont suivis peu de temps après par les commerçants et les riches familles, ce qui inquiète tellement le gouvernement, qu'il décide d'accorder des autorisations de séjour malgré le décret. Parmi les Juifs qui ont utilisé ces autorisations spéciales, on peut citer : Israel Elia Sinigaglia, négociant, Joseph Rosa, courtier en assurances et correspondant de la maison Sayon de Lisbonne importateur de tabac du Brésil, Bonaiuto Amar, Elia Benedetto Vitali, Raffaele Pugliesi, Abram Lucerna, Angelo Levi et Moise Foa qui a reçu une autorisation exceptionnelle du conseil inférieur de résider à Gênes pour services spéciaux rendus à la République.
Finalement en 1752, avec une nouvelle disposition du port franc, les Juifs sont autorisés à s'installer à Gênes sans limitation de lieu ni signe distinctif.
Dès la fin du XVIIIe siècle, la présence juive à Gênes est centrée autour de leur lieu de prière et de culte, ouvert en 1707, près des murailles de Malapaga, dans un bâtiment anonyme, car l'autorisation de construction d'une synagogue n'est pas encore accordée.
Dans le courant du XVIIIe siècle, la communauté fait face à des conversions plus ou moins forcées. Le 4 août 1756, dans la matinée, une jeune fille juive de quinze ans, s'enfuit de la maison de son oncle, le Juif Foa, où elle vivait avec sa mère veuve. La famille fait immédiatement appel au gouverneur Giovanni Francesco Brignole, protecteur de la nation juive. À la suite de recherches, il apparait que la jeune fille se serait enfuie avec un groupe de chrétiens, et qu'elle aurait spontanément embrassée la foi catholique. La même année 1756, l'enfant du Juif Mose Accohen est enlevé à ses parents parce qu'une femme de ménage l'a baptisé en cachette. Deux ans plus tard, Marianna, âgée de cinq ans et le bébé Mose de Zaccaria Galfor sont retirés à leurs parents pour la même raison.
Dans un exposé datant du 3 juillet 1704, concernant la Nation juive de Gênes, il est fait mention d'une autorisation accordée par les pères de la ville, pour l'établissement d'un cimetière juif en dehors des portes de la ville, dans un fossé le long des vieux murs de la ville, moyennant une redevance annuelle. À la suite de plaintes des moniales annonciades célestes et des frères de Saint-François, un autre emplacement plus éloigné du couvent et situé sous les remparts du château est alors attribué à la communauté juive pour y installer leur cimetière. Le nouvel acte de concession est rédigé par le notaire Bernabo le 22 avril 1705 au nom de Jacob Levi et de Samuel Lusena, représentants de la Nation juive, pour la somme annuelle de 30 lires.
Ce cimetière sert aux inhumations jusqu'en 1886, lorsque le Conseil provincial de la santé y interdit tout enterrement, parce que des constructions nouvelles sont érigées à proximité. Les autorités offrent alors à la communauté juive une zone dans le grand cimetière de Staglieno, où seront transférés les corps exhumés du vieux cimetière exproprié.

## De l'émancipation jusqu'à la Seconde Guerre mondiale
En 1834, on ne compte encore que 280 Juifs à Gênes.

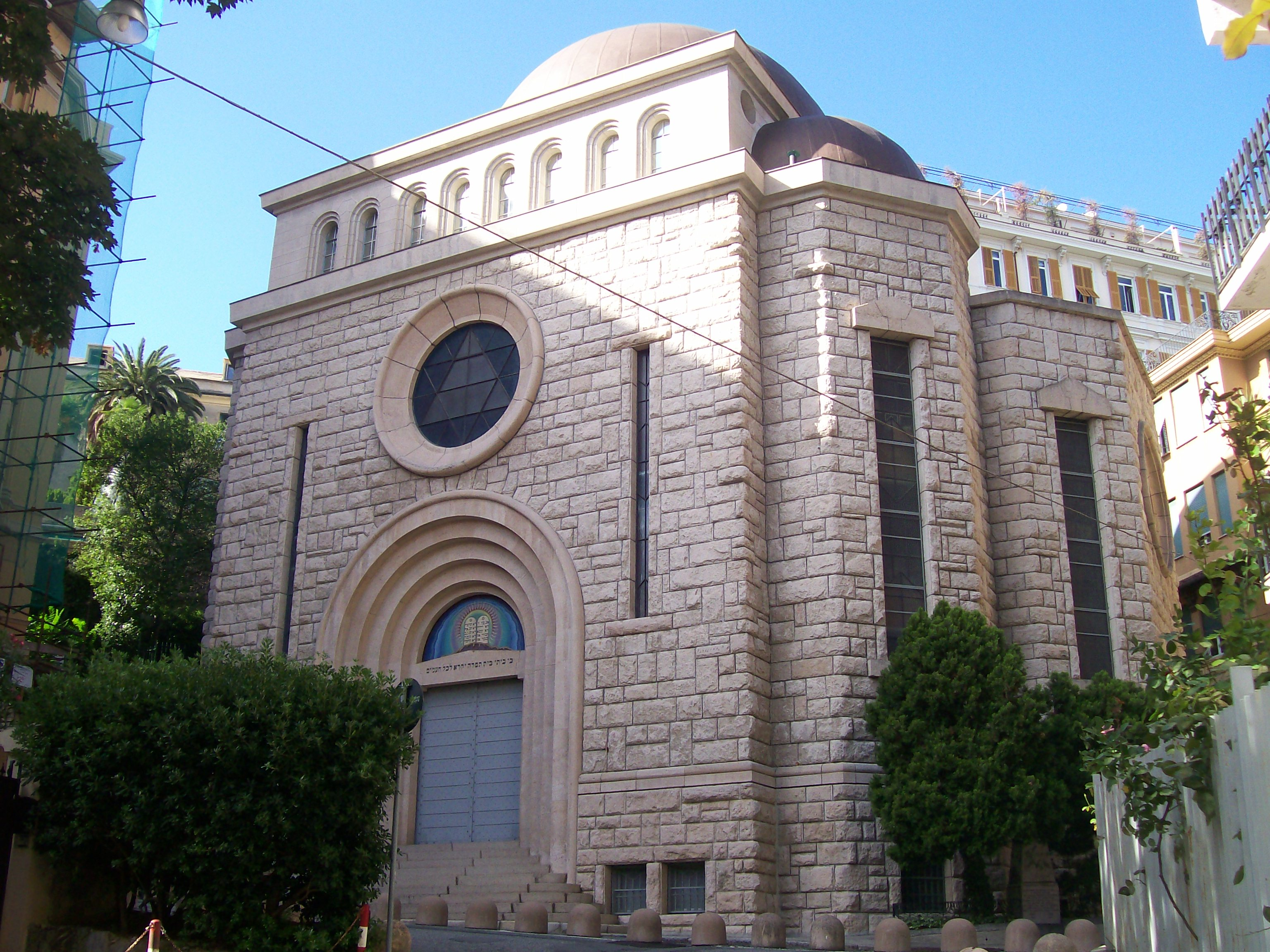
Synagogue de Gênes, inaugurée en 1935

La véritable émancipation est reconnue en 1848 par le roi Charles-Albert de Sardaigne. Commence alors pour la communauté juive génoise une phase de croissance rapide et significative. Beaucoup de familles juives s'installent à Gênes en provenance du Piémont, de Toscane et d'autres régions italiennes et à la fin du XIXe siècle, de l'étranger, principalement d'Autriche, d'Allemagne, de Turquie et de Tunisie.
Le développement communautaire se déroule dans une atmosphère de liens sociaux intenses, économiques et entrepreneurials. Le sommet de cette cohésion semble être atteint en 1935, lorsque les autorités génoises sont présentes à l'inauguration de la nouvelle synagogue dans le quartier alors connu sous le nom de Passo Assarotti, aujourd'hui Via Giovanni Bertora, en remplacement du bâtiment situé dans le quartier Malapaga devenu trop petit pour une communauté qui compte alors environ de 2 500 membres.

## La Seconde Guerre mondiale
Mais en 1938, les Leggi razziali (lois raciales) décrétées par le régime fasciste de Mussolini, privent les Juifs de Gênes, comme dans le reste de l'Italie, de plusieurs libertés fondamentales. Selon le recensement de 1938, 2 263 résidents juifs, auxquels s'ajoutent 350 Juifs étrangers originaires d'Allemagne et de l'Europe de l'Est sont inscrits sur les registres municipaux.
Jusqu’en 1943, des Juifs de pays occupés par les troupes allemandes, continuent à passer en Italie et à se réfugier à Gênes et dans le reste de la péninsule, assistés par la ‘’Delasem’’ (Delegazione per l'Assistenza degli Emigranti Ebrei – Délégation pour l’assistance des émigrants juifs), association gérée par la communauté juive italienne, avec l’autorisation du gouvernement fasciste. De nombreux membres du clergé catholique, sur le plan local, ainsi que des familles ou individus vont leur prêter refuge et soutien.
À partir de l'automne 1943, avec l'occupation allemande, commence pour les Juifs de Gênes le début des persécutions systématiques. Le 2 novembre 1943, deux agents de la Gestapo pénètrent dans les bureaux de la communauté et obligent les gardiens Linda et Bino Polacco à leur remettre les listes des membres de la communauté. Ceux-ci sont convoqués pour un contrôle, le lendemain à la synagogue, et tous ceux qui s'y rendront seront arrêtés. Seuls un petit nombre, avertis par Massimo Teglio, membre de la Delasem, arriveront à s'échapper. Le rabbin Riccardo Pacifici, qui a tenté jusqu'au dernier jour d'aider sa communauté, est arrêté ce 3 novembre dans la galerie Mazzini. Déporté à Auschwitz, il est gazé à son arrivée le 11 décembre.
Sur les 238 membres de la communauté de Gênes et de Ligurie envoyés dans les  camps de concentration et d'extermination, seuls dix réussiront à survivre. Tous les autres périssent de façon tragique pendant la Shoah.
À partir de 1945, la communauté juive, fortement éprouvée par les persécutions et la Shoah, commence un travail de reconstruction afin d'entrer à nouveau dans la vie de la ville, tout en conservant sa propre identité et sa propre histoire.